# 翼甲類
翼甲類（よくこうるい、Pteraspidomorphi）は、絶滅した無顎類の一グループ。オルドビス紀からデボン紀まで栄えた。翼甲類は顎口類の祖先とされてきたが、最近の研究では翼甲類の持つ特徴はすべての脊椎動物の祖先と共通すると考えられている。

## 特徴

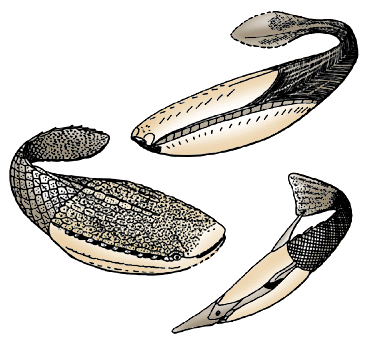
翼甲類

頭部は大きさの異なる背側と腹側の丈夫な骨質のよろいのような皮骨で覆われており、下異形尾で水中を移動する。大部分の種は海洋性である。淡水種がいた可能性があるが、頭部の腹側の傷から底面で餌を採取していたと考えられている。

## 分類
翼甲類は硬骨魚類、サメ類、ヌタウナギの祖先、顎口類の一種などと分類されてきた。翼甲類は顎口類と同様、対の嗅覚器官を持ち、類似した感覚線パターンを持つからである。しかしながらこれらの特徴は脊椎動物、少なくとも顎口類および甲冑魚では一般的である。甲冑魚の一種( Galeaspidaなど)でも対の嗅覚器官を持つ。最近の研究では翼甲類を顎口類および甲冑魚の姉妹グループとして扱っている。